# Mariusz Makowski
Mariusz Makowski (ur. 18 sierpnia 1958 w Katowicach, zm. 26 lutego 2019 w Cieszynie) − polski historyk i działacz społeczny, prezes Macierzy Ziemi Cieszyńskiej w latach 1997–2010, kustosz Muzeum Śląska Cieszyńskiego w Cieszynie, pierwszy kustosz Muzeum na Zamku w Grodźcu. Autor szeregu publikacji poświęconych dziejom Śląska Cieszyńskiego, radny Cieszyna w latach 1984–1988 i 1990–1994. Publikował m.in. na łamach „Familia Silesiae” i „Pamiętnika Cieszyńskiego”. Jeden z pomysłodawców (obok Danuty Cieślar-Pawłowicz) Cieszyńskiego Szlaku Kwitnących Magnolii, po którym co roku spacerował z mieszkańcami i gośćmi.

## Publikacje
- Pięć wieków cieszyńskiego ratusza: 1496–1996 (wraz z Januszem Spyrą) (1996)
- Cieszyn – panoramy i widoki (1998)
- 100 lat polskiego szkolnictwa powszechnego w Cieszynie: Cieszyn 1900–2000 (2000)
- Zamki nad Piotrówką – Kończyce Małe i Zebrzydowice (2000)
- Szlacheckie siedziby na Śląsku Cieszyńskim (2005)
- Cieszyńskie wydarzenia XIX–XXI wieku (2010)
- Saga rodu Saint-Genois D'Anneaucourt – panów na Jaworzu (wraz z Jadwigą Roik) (2011)
- Cieszyńska Belle Epoque (2016)
- Czechosłowacka i polska architektura na Śląsku Cieszyńskim w okresie międzywojennym (wraz z Przemysławem Czernkiem) (2018)